# Жан-Анри Фабр
Жан-Анри Фабр (на френски: Jean Henri Fabre; 1823 – 1915) е френски ентомолог и автор. Член е на много научни дружества, офицер на Ордена на Почетния легион (1910).
Той е популярен учител, физик, химик и ботаник, който до голяма степен е самоук поради бедността на семейството му. Голяма част от популярността му се дължи на интересния му начин на писане.
Наричан е „поет на насекомите“ и е считан за баща на съвременната ентомология заради множеството му открития и изследвания в тази област.

## Биография
Жан-Анри Фабр е роден на 22 декември 1823 г. в Сен Леон, Франция. Домът, в който израства естественикът, е изключително скромен. Всички членове на семейството са принудени да се трудят, за да оцеляват. Въпреки трудностите и множеството премествания, любовта на Фабр към флората и фауната не стихва. Още от детските си години Жан-Анри с внимание и интерес чете книги, разказващи за насекомите и растенията и започва да се занимава с наблюдения по тези въпроси, които определено привличат интереса му.
През 1838 г. Фабр постъпва в педагогическо училище в Авиньон. През 1842 г. става учител в началното училище на градчето Карпентрас.
През 1848 г. получава дипломи по физика и математика. През следващата 1849 г. става учител в гимназията в Аячо (на остров Корсика). Четири години по-късно, през 1853 г., отново се завръща в Авиньон и става учител в гимназията там.
През 1855 г. е публикувана първата му научна статия. Година по-късно, през 1856 г., получава награда по експериментална психология за изследванията си върху живота на насекомите.
През 1859 г. открива, че от корените на растението брош (rubia) може да се извлече червена боя. През следващата 1860 г. получава патент за боя на ализаринова основа, благодарение на който става известен в определени среди, което от своя страна му дава възможност да се запознае с известния микробиолог Луи Пастьор.
През 1868 г. получава най-престижната френска награда – Ордена на Почетния легион, и е удостоен с аудиенция при Наполеон III.
През 1879 г. е публикуван първият том на „Ентомологически спомени“. Фабр се премества в Серинян дьо Комта.
През 1907 г. са завършени 10те тома на „Ентомологически спомени“.
През 1911 г. е номиниран за Нобелова награда.
Жан-Анри Фабр умира на 11 октомври 1915 г. в къщата си в Серинян дьо Комта (на френски: Sérignan-du-Comtat), Прованс, Франция.
Домът и кабинетът на Фабр в Серинян дьо Комта днес са превърнати в музей, посветен на живота му и за популяризиране на ентомологията като наука. В музей в Авиньон е поместена негова колекция от насекоми.

## Научна дейност
30 години от живота си в Южна Франция Фабр посвещава на изучаването на насекоми – бръмбари, пчели, оси, богомолки, пеперуди, молци, гъсеници, щурци, както и на много други. Някои от неговите изследвания продължават десетилетия: например поведението на бръмбарите скарабей, които той изучава в продължение на почти 40 години. Сред всички насекоми, за които пише, неговото внимание и симпатии са насочени към осите. Разгадаването на техния нрав и живот е поместено в 4те тома „Мемоари“, които са посветени изцяло на тези малки създания.
Първоначално произведенията на Фабр не привличат голямо обществено внимание. Въпреки това някои известни личности се отнасят с голямо уважение към тях. Виктор Юго го нарича „Омир на насекомите“. Чарлз Дарвин също дава висока оценка на работата му и го описва като „неподражаем наблюдател“, въпреки че самият Фабр подлага на критика и отрича теориите му. Според Фабр присъщите инстинкти и навици на биологичните видове не се променят след раждането им.
Интересът на естественика към насекомите се заражда още от детските му години. Неговата особена сила е точно и детайлно наблюдение и подробна изследователска дейност. Със съвършено нов ентомологичен метод Фабр започва своята полева работа, изследвайки живите, а не мъртвите насекоми и описвайки тяхното поведение и начин на живот. Ето защо Жан-Анри Фабр се смята за един от основоположниците на етологията.

## Произведения

### „Ентомологически спомени“
След години, преминали в наблюдения и изследвания, Фабр създава книга, която освен че е написана на достъпен и разбираем език за всеки, има и изключителна научна стойност, не по малка от тази на научните трудове на академичната общност. Интересното тук е, че в тези книги са публикувани голяма част от изследванията на Фабр, където извършва наблюденията си върху все още живи организми. Това произведение е доста по-различно от останалата подобна литература, тъй като информацията в него е поднесена във формата на разказ. Въпреки забавния начин, по който тече разказът, книгата е построена изцяло върху научни методи и съдържа толкова много факти и подробности, че достойно може да съперничи на истинско научно изследване.

### Други произведения
Освен 10те тома „Ентомологически спомени“, в които Фабр излага наблюденията си за природата, той написва много забележителни учебници и книги за деца. Негово златно наследство става книгата „Животът на насекомите“, в която, основавайки се на многобройните си изследвания, описва инстинктите на насекомите, както и тяхното значение. Под влиянието на „Животът на насекомите“ редица биолози са избрали своята професия.

### Трудове
- Scène de la vie des insectes
- Chimie agricole (1862)
- La Terre (1865)
- Le Ciel (1867) – електронен вариант
- Catalogue des 'Insectes Coléoptères observés aux environs d’Avignon' (1870)
- Les Ravageurs (1870)
- Les Auxiliaires (1873)
- Aurore (1874) електронен вариант
- Botanique (1874)
- L’Industrie (1875)
- Les Serviteurs (1875)
- Sphériacées du Vaucluse (1878)
- Ентомологически спомени – том 1 (1891) – (1879) – електронен вариант
- Etude sur les moeurs des Halictes (1879)
- Le Livre des Champs (1879)
- Lectures sur la Botanique (1881)
- Ентомологически спомени – том 2 (1882) – електронен вариант
- Lectures sur la Zoologie (1882)
- Zoologie (1884)
- Ентомологически спомени – том 3 (1886) – електронен вариант
- Histoire naturelles (1889)
- Ентомологически спомени – том 4 (1891) – електронен вариант
- La plante: leçons à mon fils sur la botanique (livre scolaire) (1892) – електронен вариант
- Ентомологически спомени – том 5 (1897) – електронен вариант
- Ентомологически спомени – том 6 (1900) – електронен вариант
- Ентомологически спомени – том 7 (1901) – електронен вариант
- Ентомологически спомени – том 8 (1903)
- Ентомологически спомени – том 9 (1905)
- Ентомологически спомени – том 10 (1909)
- Fabre’s Book of Insects retold from Alexander Teixeira de Mattos' translation of Fabre’s Souvenirs entomologiques електронен вариант
- Oubreto Provençalo dou Felibre di Tavan (1909) електронен вариант
- La Vie des insectes (1910)
- Mœurs des insectes (1911)
- Les Merveilles de l’instinct chez les insectes (1913)
- Le monde merveilleux des insectes (1921)
- Poésie françaises et provençales (1925) (final edition)
- La Vie des araignées (1928)
- Bramble-Bees and Others електронен вариант, електронен вариант
- Животът на скакалеца. Dodd, Mead, and company, 1917. ASIN B00085HYR4
- Insect Adventures. Dodd, Mead, 1917. Selections from Alexander Teixeira de Mattos' translation of Fabre’s Souvenirs entomologiques, retold for young people.
- Животът на гъсеницата. Dodd, Mead, 1919. ASIN B00089FB2A
- Field, Forest, and Farm: Things interesting to young nature lovers, including some matters of moment to gardeners and fruit-growers. The Century Company, 1919. ASIN B00085PDU4
- This Earth is Ours: Talks about Mountains and Rivers, Volcanoes, Earthquakes, and Geysers & Other Things. Albert & Charles Boni, 1923. ASIN B000EHLE22
- Животът на скорпиона. University Press of the Pacific, 2002 (reprinted from the 1923 edition). ISBN 0-89875-842-4
- The Glow-Worm and Other Beetles. Dodd, Mead, 1919. ASIN B000882F2K
- The Mason Bees (Translated) Garden City, 1925. ASIN B00086XXU0; Reprinted in 2004 by Kessinger Publishing; ISBN 1-4179-1676-1; ISBN 978-1-4179-1676-4 електронен вариант, проект на Гутенберг
- Curiosities of Science. The Century Company, 1927. ASIN B00086KVBE
- Животът на насекомите от Жан-Анри Фабр. Introduction and Interpretive Comments by Edwin Way Teale; Foreword to 1991 edition by Gerald Durrell. Published by Dodd, Mead in 1949; Reprinted by Beacon Press in 1991; ISBN 0-8070-8513-8
- Животът на паяка (Translated) Preface by Maurice Maeterlinck; Introduction by John K. Terres. Published by Horizon Press, 1971; ISBN 0-8180-1705-8 (First published by Dodd, Mead, and company in 1913, ASIN B00085D6P8) електронен вариант, проект на Гутенберг
- Животът на мухата. (Translated) Fredonia Books, 2001. ISBN 1-58963-026-2; ISBN 978-1-58963-026-0 електронен вариант
- Ловните оси. University Press of the Pacific, 2002. ISBN 1-4102-0007-8; ISBN 978-1-4102-0007-5
- Още за ловните оси електронен вариант проект на Гутенберг
- The Wonders of Instinct: Chapters in the Psychology of Insects. University Press of the Pacific, 2002. ISBN 0-89875-768-1; ISBN 978-0-89875-768-2 електронен вариант, проект на Гутенберг
- Социалният живот в света на насекомите електронен вариант, проект на Гутенберг
- Животът на насекомите електронен вариант

## Награди и признание
- Почетен член на Ентомологичното общество в Белгия, Русия и Франция
- Член на Института на Женева (1910)
- Командир на Ордена на Почетния легион
- Офицер на Ордена на Почетния легион
- Медал на Обществото за хуманно отношение към животните
- Наградата Prix Montyon на Френската академия (1856)
- Наградата Prix Thore на Френската академия (1866)
- Наградата Prix Dolfus décerné (1887) на Френското ентомологичното общество
- Наградата Prix Petit-Dormoy на Академия на науките (1889)
- Годишната награда на Академията на науките през 1903 и 1914 години – Le Prix De L'Académie Gegner